# Wilhelm Bertrams
Wilhelm Bertrams (Essen, 6 gennaio 1907 – Münster, 31 dicembre 1955) è stato un presbitero e teologo tedesco della Compagnia di Gesù.
Insieme a Sebastian Tromp redasse la Nota explicativa praevia della costituzione apostolica Lumen gentium, nota che definiva  il rapporto tra primato petrino ed episcopato.

## Biografia
Figlio dell'ufficiale di polizia Wilhelm Bertrams e di sua moglie Wilhelmine, nata Bungers, il 23 aprile 1926 divenne novizio della Compagnia di Gesù a Exaeten. Trasferitosi a Mittelsteine, il 25 aprile 1928  completò il primi ciclo di formazione con la professione dei primi voti. Trascorse due anni di interstizio come prefetto dell'Aloisiuskolleg di Bonn, scuola mista, privata e cattolica di lingua classica. Quindi studiò teologia per quattro anni a Valkenburg aan de Geul. Il 27 agosto 1936 ricevette l'ordinazione sacerdotale. Dal 1938 compì gli studi speciali di diritto canonico, che completò nell'autunno del 1941. 
Da allora in poi insegnò presso la Pontificia Università Gregoriana, inizialmente filosofia del diritto e poi anche teologia del diritto, e continuò come professore dall'ottobre 1943 fino al pensionamento nell'estate del 1981. Il 2 giugno 1981 si trasferì  in una casa di riposo a Münster.

## Opere selezionate
- Der neuzeitliche Staatsgedanke und die Konkordate des ausgehenden Mittelalters. Rom 1950, OCLC 5188413.
- Der Zölibat des Priesters. Sinngehalt und Grundlagen. Würzburg 1962, OCLC 73256862.
- Papst und Bischofskollegium als Träger der kirchlichen Hirtengewalt. Die rechtstheologischen Voraussetzungen und deren Auswirkungen. München 1965, OCLC 14260674.
- Quaestiones fundamentales iuris canonici. Rom 1969, OCLC 3916738.